# Svedjan
Svedjan este o arie protejată (arie specială de conservare — SAC, sit de importanță comunitară — SCI) din Suedia întinsă pe o suprafață de 3,5 ha, integral pe uscat.

## Localizare
Centrul sitului Svedjan este situat la coordonatele 62°45′07″N 16°19′10″E / 62.7519°N 16.3195°E.

## Înființare
Situl Svedjan a fost declarat sit de importanță comunitară în decembrie 1995 pentru a proteja un număr necunoscut de specii din flora spontană și fauna sălbatică aflate în arealul zonei. Situl a fost protejat și ca arie specială de conservare în martie 2011.

## Biodiversitate
Situată în ecoregiunea boreală, aria protejată conține 1 habitat natural: Taiga vestică.
La baza desemnării sitului se află un număr nedeclarat de specii protejate.